# 陽ざしの中で
「陽ざしの中で」（ひざしのなかで）は、1976年4月21日発売の布施明のシングル曲である。

## 解説
- オリコンチャート上の売上枚数は20.5万枚を記録した[1]。

## 収録曲
1. 陽ざしの中で
2. 僕の心は風に舞う
  - 両楽曲共、作詞：関真次、作曲：吉川忠英、編曲：瀬尾一三